# لاسلطوية قومية

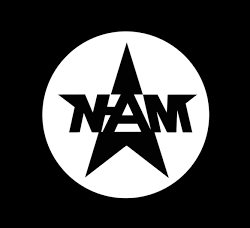
رمز اللاسلطوية القومية.

اللاسلطوية القومية هي أيديولوجيا قومية يمينية مؤيدة للعزل العنصري وللقومية العرقية وللقومية الإثنية وللنقاء العرقي. يزعم اللاسلطويون القوميون أنهم يوفِّقون بين القومية الإثنية القبلية الجديدة واللاسلطوية الفلسفية، بالدرجة الأولى من خلال تأييدهم لمجتمع من دون دولة في حين أنهم يرفضون الفلسفة الاجتماعية اللاسلطوية. الابتكار الأيديولوجي الرئيسي للاسلطوية القومية هو نزعتها القومية المتطرفة المولودة من جديد والمناهضة للدولة. يؤيد اللاسلطويون القوميون الجماعات المتجانسة بدلًا من الدولة القومية. ويزعم اللاسلطويون القوميون أن الجماعات العرقية أو الإثنية المختلفة ستكون حرة في أن تتطور بصورة مستقلة في تجمعاتها القبلية في حين أنها ستكافح لتكون جديرة بالحكم سياسيًا ولارأسمالية اقتصاديًا ومستدامة بيئيًا وتقليدوية ثقافيًا اجتماعيًا.
على الرغم من أن تاريخ مصطلح اللاسلطوية القومية يعود إلى عشرينيات القرن العشرين، فإن الحركة القومية اللاسلطوية المعاصرة كانت قد طُرحت منذ أواخر تسعينيات القرن العشرين من قبل الناشط السياسي البريطاني تروي ساوثجيت الذي حدد موقعها بأنه «ما بعد اليسار واليمين». توصل العلماء الذين درسوا اللاسلطوية القومية إلى أنها تمثّل تطورًا إضافيًا في تفكير اليمين الراديكالي لا أنها تمثل بعدًا جديدًا تمامًا على الطيف السياسي. ينظر اللاسلطويون إلى اللاسلطوية القومية على أنها إعادة تسمية للفاشية وبأنها تمثل تضادًا لهم نظرًا إلى تناقضها المتأصل مع الفلسفة اللاسلطوية المعادية للفاشية والمعارضة لسلسلة المراتب وتأييدها لمساواة كونية بين مختلف القوميات لا تتفق مع فكرة التوليف بين اللاسلطوية والفاشية. 
أثارت اللاسلطوية القومية الارتياب والعداء الصريح من جانب كل من نقاد اليسار ونقاد اليمين المتطرف. يتهم النقاد اللاسلطويين القوميين بأنهم ليسوا أكثر من عرقيين أو قوميين إثنيين يروجون لشكل من الفكر الجماعي والعنصرية العلمية للانفصالية الإثنية والعرقية في حين أنهم يريدون رقيًا نضاليًا من خلال تسمية أنفسهم باللاسلطويين دون الثقل السياسي والتاريخي اللذين يرافقان ادعاءًا كهذا، بما في ذلك الفلسفة اللاسلطوية المساواتية المناهضة للعنصرية ومساهمات اللاسلطويين اليهود. يشك بعض الباحثين في أن تطبيق اللاسلطوية القومية سيؤدي إلى توسع الحرية ويصفونها بأنها مناهضة استبدادية للدولة من شأنها أن تفضي إلى الاستبداد والقمع، ولكن على نطاق أصغر.

## التاريخ

### الأصول وتروي ساوثغيت
يعود تاريخ مصطلح اللاسلطوية القومية إلى العشرينيات من القرن العشرين حين استخدمه هيلموت فرانك، وهو كاتب ألماني محافظ، لوصف موقفه السياسي. إلا أن كتابات أعضاء آخرين في الحركة الثورية المحافظة مثل إرنست جونجر هي ما سيوفر في وقت لاحق الأساس الفلسفي للحركة اللاسلطوية القومية المعاصرة. كيث بريستون، الذي ترك أثرًا على الحركة اللاسلطوية القومية الأمريكية، «يمزج التأثيرات الموجودة في الولايات المتحدة» مثل «الحركة التحررية وحركة اليمين المسيحي والحركة الوطنية والنازيون الجدد في الولايات المتحدة» مع أفكار مستمدة من التقليد الأوروبي لليمين الجديد، وهو فرع «لامركزي يميني» من «الفاشية الإيطالية» ومن الحركة الثورية الألمانية المحافظة في العشرينيات والثلاثينيات من القرن العشرين، الذي «تركت شخصياته أثرًا على الحركة النازية ولكنها وقفت خارجها أغلب الأحيان». 
في أواسط تسعينيات القرن العشرين، بدأ تروي ساوثغيت، وهو عضو سابق في الجبهة القومية اليمينية البريطانية ومؤسس الموقع الثالث الأممي، بالابتعاد عن الاشتراسرية والتوزيعية الكاثوليكية نحو أناركية ما بعد اليسارية واللاسلطوية الخضراء البدائية التي تطرق إليها كتاب ريتشارد هانت لكي نقضي على الفقر: تجويع الأطراف من قبل المركز الصادر عام 1997. إلا أن ساوثغيت دمج أيديولوجيته مع النزعة المحافظة التقليدوية الراديكالية الخاصة بالباطني الإيطالي يوليوس إيفولا ومع التعددية العرقية والنزعة القومية لعموم أوروبا الخاصة بالفيلسوف الفرنسي لليمين الجديد آلان دي بينوا لتأسيس صيغة أحدث من القومية الثورية المسماة «اللاسلطوية القومية». 
كتب غراهام دي. ماكلين أنه على الرغم من «الرفض للوهلة الأولى 'للجنون التام' لهذا التوفيق الأيديولوجي المتناقض باعتباره ليس سوى محاولة خيالية لدق وتد مربع في حفرة دائرية أو فعلًا مؤذيًا تقوم به الدادا الفاشية»، اللاسلطوية القومية «تبدو كواحدة من استجابات الجماعية العديدة للعولمة، وللكراهية الشعبية التي سعى ساوثغيت لتسخيرها عبر مواءمة الفصيل الثوري القومي مع انبعاث اللاسلطوية التي تبنت أبطالها وشعاراتها، والتي استوعبت انتقاداتها المعقدة للمؤسسات الرأسمالية العالمية وسلطة الدولة، وفي حالة الفنان اللاسلطوي كليفورد هاربر، التي سرقت لغتها المجازية المعبرة». 
زعم ساوثغيت أن رغبته ب«بإنجلترا بعرق واحد» لا تنطوي على «عنصرية» وأنه كان يسعى إلى «تعددية عرقية (أي الفصل العنصري) للدفاع عن الثقافة البيضاء الأصلية في وجه 'موت' المجتمع متعدد الأعراق». في زعمه بأنه يدافع عن «التنوع البشري»، دعا ساوثغيت إلى «إعادة توطين 'إنسانية' ووضع نظام جديد للعالم وفقًا لتكتلات ملونة مفصولة عرقيًا» وإلى «سياسة لامركزية جذرية اقتصاديًا وسياسيًا» تحكَم فيها أقاليم المملكة المتحدة «وفقًا للمبادئ الاقتصادية للتوزيعية الكاثوليكية وخطة إعادة توزيع للثروة على غرار نظام نقابة العصور الوسطى. وسينهي النمو اللاحق للمشاريع الخاصة والملكية المشتركة لوسائل الإنتاج «الحرب الطبقية» وبالتالي سينهي سبب وجود الماركسية، وسيشجع أيضًا اقتصادًا قوميًا عضويًا معزولًا عن التدخل 'الأجنبي'». سياسيًا، «ستُحكم الأقاليم بواسطة مفهوم «الحكم الشعبي» الذي يتغنى به القذافي. من شأن استعادة الحرية الاقتصادية والسياسية الناجمة عن ذلك أن تعيد إقامة الصلة بين 'الدم والتراب' التي تُمكن الناس من التغلب على 'موجة عارمة من الشر والقاذورات الليبرالية اللذين يجتاحان اليوم قارتنا بأكملها'. سيجري التمسك ب'القانون الطبيعي' وبحظر الإجهاض والاختلاط بين الأعراق والمثلية الجنسية».
تحدث غراهام دي. ماكلين عن أن رؤية ساوثغيت للمجتمع الغربي «متشبعة بتشاؤم عميق يلطّفه الاعتقاد المتفائل أنه فقط عبر «هزيمة تامة ومطلقة» يمكن محو المادية الفاترة واستبدالها ب'العصر الذهبي' للتقليد الإيفولي: عودة غيبلين العصور الوسطى أو «السلطة القروسطية» للإمبراطورية الرومانية المقدسة قبل أن تتهاوى مع 'الصراع الداخلي' و'الخدع الإمبريالية' الخاصة بالدولة القومية». رغبة ساوثغيت «في إنشاء فولكيش لامركزية تجد جذورها في الثوران الأيديولوجي المسيطر على صحيفتي أخبار الجبهة القومية والقومية اليوم في الثمانينيات من القرن العشرين».
في عام 1998، مستلهمًا مفهومي الجندي السياسي والمقاومة دون قيادة، شكّل ساوثغيت الفصيل الثوري القومي كنظام خلايا سرية من الثوريين المحترفين يحيك مؤامرة للإطاحة بالدولة البريطانية. وشدد الفصيل الثوري القومي على أن تلك كانت «إستراتيجية عالية العسكرة» ونصحت بعض الأعضاء بالاكتفاء بتمويل المنظمة. يزعم ساوثغيت أن الفصيل الثوري القومي شارك في احتجاجات ضد تشريح الكائنات الحية في أغسطس من عام 2000 إلى جانب جمعية هانت سابوتورز وجبهة تحرير الحيوان عبر اتباع إستراتيجية الدخول، إلا أن نشاطها العام الوحيد المعروف تحت مسمى اللاسلطوية القومية كان إقامة معرض هراطقة لاسلطويين في أكتوبر من عام 2000 شارك فيه عدد من المجموعات الهامشية. بعد أن منع تحالف من مناهضي الفاشية واللاسلطويين الخضر انعقاد ثلاثة أحداث أخرى في عام 2001 تخلى ساوثغيت والفصيل الثوري القومي عن هذه الاستراتيجية وتراجعوا نحو الاكتفاء بنشر أفكارهم في منتديات الإنترنت. يدرك الفصيل الثوري القومي منذ فترة طويلة قوة التجسير التي تتمتع بها الإنترنت والتي وفرت لها مدى وصول وتأثير غير متاح حتى الآن لليمين الجماعي العضلي. على الرغم من حل ساوثغيت للمجموعة في عام 2003، بات الفصيل الثوري القومي جزءًا من اليمين الأوروبي الأمريكي الراديكالي، وهو مجتمع افتراضي من المتطرفين اليمينيين الأوروبيين والأمريكيين الساعين إلى إنشاء هوية قومية وعرقية جديدة لكل من يعتقدون أنه ينتمي إلى «العرق الآري».